# 乐段
乐段（英語：period）是音乐曲式学中，乐句（phrase）的上一级结构单位。乐段的上一级结构单位是乐部。
应注意区分的是，一部曲式是一种曲式；而乐段则是音乐内部的结构单位。

## 乐段结构
乐段是音乐陈述结构中最为重要、应用最为广泛的形式之一。它常被用来作为一首乐曲呈示主题的基础，或被用来作为组成其他结构的一部分等等。乐段的结构原则可概括为:一个有一定量度的乐句用半终止暂时停顿后，再相应有机地发展下去，直至完满终止。”这一定义表明，典型的乐段结构应由两个乐句组成，并在两个乐句之间形成呼应关系以及从不稳定到稳定的运动过程。由于乐段在各类音乐体裁中被大量运用，乐段的类型也呈多种多样。下面我们从乐段的结构、材料、和声等几方面做一下分类。

### 乐段内乐句之间的结构关系

#### 方整性乐段
指前后两个乐句长度相等，并以2、4、8等小节倍数增长为循环单位:
| 8（乐段） | 8（乐段） |
| --------- | --------- |
| 乐句 4    | 乐句 4    |

或
| 16（乐段） | 16（乐段） |
| ---------- | ---------- |
| 乐句 8     | 乐句 8     |

贝多芬《G大调第二十钢琴奏鸣曲》第二乐章主题即为方整性乐段，不仅乐句对称，乐句内的两个乐节也对称

#### 非方整性乐段
指乐段中的两个乐句不等长。如柴科夫斯基《四季》中的“六月”，开始的10小节为一个4+6的乐段结构。
非方整性乐段还会出现另一种情况，即两个乐句长度对称，但不形成2、4、8的倍增规律。如3+3、5+5等等。李斯特艺术歌曲《你好像一朵鲜花》，乐曲开始部分即为7+7的乐段结构。

### 乐段内乐句之间的主题材料关系

#### 平行关系的乐段(亦称重复、合首乐段)
指前后两个乐句之间的主题材料为重复关系。这种重复可以是完全重复，只是终止式不同；也可以只重复乐句开始的1-2小节（图式可用a和a’表示）。
我们上面提到的《四季》和《G大调第二十钢琴奏鸣曲》两例均属于平行关系的乐段。

#### 模进关系的乐段
指前后两个乐句之间的主题材料为模进关系或移调关系(图式可用a和a’表示)。如贝多芬《第十四钢琴奏鸣曲》第二乐章前8小节主题。

#### 对比关系的乐段
指前后两个乐句之间的主题材料不同(图式可用a和b表示)。参见门德尔松《无言歌》第四十首，贝多芬《♭E大调第四钢琴奏鸣曲》第二乐章主题。

### 乐段的调性与终止和声

#### 单一调性的乐段
指乐段陈述始终在一个调性上，并作完满终止。

#### 开放结构的乐段
指乐段结束在调式不稳定的和声上。这样的乐段比较少见，这时常会削弱乐段完满结束的感觉，使之各曲式部分之间的连贯性更为加强。对这样结构的判断，需要参照乐段分类的其他因素以及相关音乐表现手段所起的作用而定。参见贝多芬《♭E大调第十八钢琴奏鸣曲》第三乐章主题，这一主题是由4+4对比材料关系的两个乐句构成。并结束在♭E大调的属和弦上。由于这一8小节主题已经具备了乐段的“量”，并且用反复记号断分，加强了主题的独立性，其材料也与第9小节后的部分形成对比，因此作为乐段结构可以成立

#### 转调乐段
指乐段有较为明确的转调过程，并结束在原调以外的调性上。转调乐段使乐曲向后面段落的发展成为必然。门德尔松《无言歌》第六首，在7小节的引子之后为ー个4+6平行关系的转调乐段，由g小调转到d小调，在第二乐句4小节之后扩充了2小节，使新调得以巩固。

### 乐段的中间终止(半终止)
最常见的乐段中间终止是以属和弦作第一乐句的半终止，使两个乐句形成从不稳定到稳定的发展过程；有时也可以采用下属功能和声或其他属功能和声（iii级和弦、vii°级和弦）作半终止；还可以采用主和弦的不完满形式作半终止等等。

## 三个乐句的乐段结构
这是乐段结构内部扩展的一种形式。一般是根据音乐内容的需要，将乐段中的某一乐句进行重复，使之形成两个半终止和一个完满终止的呼应。常见的三个乐句多为a-a’-b或a-b-b’式的材料关系，偶尔也会出现a-b-c式的结合。无论哪种形式，对比都不是很大而仍然强调的是乐段内部从不稳定到稳定的功能运动。
例如贝多芬《C大调第三钢琴奏鸣曲》第一乐章的主题，这是由a-b-b’(4+4+5)三个乐句构成的乐段结构。
又例如贝多芬《C大调第二十钢琴奏鸣曲》第一乐章的主题，是由a-a-b’三个乐句构成的乐段结构。

## 扩展乐段结构中的需量
扩展乐段(又称大型乐段或合成乐段)是乐段内部扩展的另一种形式。这种扩展并不是简单地延长结构的长度或增加乐句的数量，而是表现为在半终止后的第二乐句里出现新的发展，有时会引出新材料，从而形成戏剧性的变化或引起高潮。其发展必然造成音乐内容的复杂化和更大结构规模的出现。例如格里格艺术歌曲《我爱你》，乐曲为一部曲式，音乐的陈述结构是一个5+8的扩展乐段。在第二乐句里，在“我爱你”主题歌词之上，旋律采用动机模进的手法向上跳进，一浪高似一浪，直至高点后(达到全曲最高音“F”)而结束。
扩展乐段也常常被用在大型乐曲的某一曲式部分中，如奏鸣曲式的副部主题就经常采用扩展乐段进行发展。

## 复乐段结构
复乐段是由两个终止式不同的乐段组成，因此典型的复乐段应该包括四个乐句。复乐段与单乐段相比除结构规模扩大以外，也有一些相似的结构特征。
从材料方面看，复乐段的主题材料(第一乐句与第三乐句之间)多为平行关系。从结构方面看，复乐段中前后两个乐段多表现为对称结构。有时复乐段的后半部也可形成结构的扩充。
从调性和声方面看，前后乐段的终止式同样要形成从不稳定到稳定的功能运动，即第一乐段结束在半终止上，第二乐段与之呼应结束在完满终止上。此外，也可以形成转调复乐段。
平行、对称关系复乐段的例子可参看莫扎特《C大调钢琴奏鸣曲》第二乐章主题。转调复乐段的例子可参看舒伯特《谐曲》，开始16小节的主题由B大调转到F大调。
有时复乐段中的两个乐段偶尔也可形成两个完满终止(这也可被称作为双乐段)。这样的例子可参见黄自的艺术歌曲(赋登楼)，其上下两片分别以小调和D大调结束。
在实际创作中对比关系的复乐段一般运用较少，在这一点上与单乐段是有区别的。因为对比“程度”的大小会直接导致曲式结构的变化，使之产生复乐段与单二部曲式的边缘性对比的“量”应作为主要参考依据之。对比关系复乐段的例子可参见格里格《索尔维格之歌》第一部分的陈述结构(第10-24小节)。此例两个乐段的对比有限，第二句C大调的不完满终止将两个不同的材料按两句一组分成上下两片，并形成对第四个乐句完满终止出现的期待，但四个乐句的整体依然表现出连贯的组合性。

## 乐句式的乐段结构
乐句式乐段是指乐段内部不能划分开两个次级乐句，失去了乐段应有的呼应性和对称性，形成似大乐句的结构。这样的陈述结构往往具有乐段的长度和终止式内容，并且起着乐段的作用。贝多芬《C大调第一交响曲)第三乐章开始8小节主题这是一个音阶上行的旋律，从G音开始，直达高点音D音后返回并终止在C音上，音乐充满动力，一气呵成。

## 乐句、乐节与乐汇的独立形态与组群形态
乐句、乐节与乐汇等小结构都有独立使用和组群使用的可能。
乐句除了作为乐段中的次一级结构外，还常以独立形式存在。独立乐句不与前后的结构联成较高一级的结构形式，自己有相对完满的终止式。可参见一些歌曲或器乐曲的前奏部分。有时独立乐句也可以充当曲式的一个部分，如舒曼《童年情景》中的“重要事件”，其单三部曲式的第一部分即为一个4+4的乐句重复结构。
当一个结构由多个乐句组成，结构内部并不形成复乐段的组合特点，乐句之间的联系较为松散，且没有明显的终止式呼应，这样的结构可谓乐句群结构。一些带有起、承、转、合发展特点的四乐句形式也多半属于这类群体结构性质。门德尔松艺术歌曲《乘着歌声的翅膀》是一首一部曲式的歌曲，其陈述结构是由五个乐句的乐句群加一个尾声构成。
乐节与乐汇同样可以形成独立形态和组群形态。如独立乐节或乐汇常可作为乐曲短小的前奏、间奏和后奏等等。作为组群形态的例子可参见格里格抒情钢琴曲《致春天》，乐曲的第一部分(由♯F大调转为♯C大调)是以4小节为一个乐节，由五个乐节组成的乐节群。海顿《柔板》前10小节的主题只能说是个相当于乐段的结构，因为乐段内两个乐句的划分很牵强，乐句之间的呼应性也很弱，而更多体现的是乐节群的一致性发展关系。